# Antonio Mba Nguema
Antonio Mba Nguema Mikue (Acoacán, provincia de Wele-Nzas, 17 de noviembre de 1952-Sudáfrica, 5 de mayo de 2019) fue un militar y político ecuatoguineano. Fue militante del Partido Democrático de Guinea Ecuatorial (PDGE).

## Biografía
Fue hermanastro del presidente de Guinea Ecuatorial Teodoro Obiang Nguema, e inició su carrera militar en los años 1970.
En 1992 fue nombrado director de Seguridad Nacional en el gobierno de su hermanastro, ejerciendo como tal hasta 2004. Luego fue nombrado ministro de Defensa Nacional, cargo que ocupó hasta 2016. Tenía el rango más alto en el ejército del país, como capitán general de las Fuerzas Armadas de Guinea Ecuatorial. A finales de junio de 2016, fue nombrado ministro de Estado a la Presidencia de la República Encargado de la Seguridad Presidencial, un puesto que ostentó hasta su muerte en 2019.
Falleció el 5 de mayo de 2019 es un hospital de Sudáfrica tras una larga enfermedad, decretando el gobierno guineano «estado de luto» en el país. Su funeral tuvo lugar el 10 de mayo en presencia de varias autoridades gubernamentales. Se le concedió la Gran Cruz de la Independencia de Guinea Ecuatorial a título póstumo. Al día siguiente fue sepultado en Mongomo.
En el plano personal, contrajo matrimonio en dos ocasiones y tuvo 17 hijos.